# Khi đàn sếu bay qua
Khi đàn sếu bay qua (tiếng Nga: Летят журавли) là bộ phim điện ảnh Liên Xô sản xuất năm 1957, giành giải Cành cọ vàng tại Liên hoan phim Cannes năm 1958. Phim do Mikhail Kalatozov đạo diễn, từng chiếu trên sóng VTV thập niên 1980..

## Nội dung
Bộ phim kể về một gia đình Xô Viết. Trụ cột của gia đình là bác sĩ Fyodor Ivanovich. Ông sống cùng con trai Boris và con gái là Irina. Mẹ của Fyodor và cháu trai Mark cũng sống cùng họ. Bộ phim xoay quanh người yêu của Boris, Veronica, và những chuyện cô đã trải qua trong chiến tranh. Boris thường gọi cô là Belka (con sóc).
Theo tiếng gọi của chiến tranh, cùng lời kêu gọi sự nhiệt tình và lòng yêu nước của quê hương, Boris tình nguyện ra trận chống lại quân xâm lược. Veronica rất buồn vì điều này. Boris bị bắn chết ở đầm lầy, khi đang cứu một binh sĩ khác. Tuy nhiên, người ta chỉ thông báo là Boris đã mất tích trong trận chiến, không để Veronica lẫn gia đình anh biết rằng anh đã hy sinh.
Quân đội Đức bắt đầu tấn công ồ ạt, các gia đình bị khủng bố bằng bom vào ban đêm. Họ phải ẩn náu trong đường hầm dưới thành phố. Trong lúc chiến sự, Veronica rời khỏi nhà, khi cô trở lại thì toà nhà đã bị phá huỷ. Toàn bộ khu nhà đã mất hết, không có tin tức gì về bố mẹ của Veronica, vì vậy Fyodor Ivanovich mời cô về sống cùng gia đình mình. Mark, người đã đeo đuổi Veronica từ lâu, có trách nhiệm chăm sóc, ở bên cạnh bầu bạn với cô, nâng đỡ tinh thần cô. Hiển nhiên là Mark yêu Veronica, nhưng cô luôn từ chối anh, vì cô vẫn đang đợi Boris trở về. Tuy nhiên, khi Veronica ở một mình với Mark trong lúc quân Đức ném bom, mọi thứ đều không nhìn được rõ ràng, hắn đã chiếm đoạt Veronica. Cô thấy nhục nhã khi phải cưới hắn, và cả gia đình đều tin rằng cô đã phản bội Boris.
Các gia đình chuyển về miền Đông để chạy trốn khỏi những cuộc tấn công của quân Đức. Họ sống trong những khu tập thể tạm thời. Fyodor Ivanovich, Irina, và Veronica làm việc trong bệnh viện cho quân đội. Mark thì dành toàn bộ thời gian để tiệc tùng và chơi nhạc. Anh và Vernica rõ ràng cảm thấy không hạnh phúc trong cuộc sống hôn nhân. Khi một binh sĩ trong bệnh viện quá kích động vì nhận được thư của bạn gái nói rằng cô đã rời bỏ anh, cô vô cùng lúng túng và chạy như bay ra ngoài.
Ít lâu sau, Fyodor Ivanovich phát hiện ra Mark được hoãn tòng quân không phải vì anh ta được cân nhắc có thể miễn cho người có tài như anh thỉnh cầu hay không, mà vì Mark đã hối lộ cho một công chức dưới tên của Fyodor. Ông cũng nhận ra rằng Mark không chỉ phản bội nước Nga, mà còn phản bội tất cả mọi người trong gia đình và lợi dụng Veronica. Fyodor Ivanovich đã chạm trán Mark và đuổi hắn ra khỏi nhà, trong khi Veronica chấp nhận ở lại và tha thứ cho gia đình từng gọi cô là "người phản bội" Boris.
Người binh sĩ biết rằng Boris đã hy sinh đã cố gắng đi tìm gia đình của anh để báo tin cho họ biết. Khi Veronica nghe thấy, cô nhất quyết không tin, nói rằng Stepan - người bạn cùng Boris tình nguyện ra trận, biết chắc chắn chuyện gì xảy ra với Boris. Khi các binh lính trở về trong cuộc diễu hành mừng chiến thắng, Veronica gặp Stepan và nhận ra rằng Boris thật sự đã hy sinh. Bộ phim kết thúc trong sự hy vọng khi chiến tranh kết thúc: Stepan khẳng định rằng họ không bao giờ quên đi những người đã mãi mãi ra đi trong chiến tranh, cũng như hoà bình sẽ luôn được gìn giữ.

### Diễn viên
- Tatyana Samojlova as Veronika
- Aleksey Batalov as Boris
- Vasili Merkuryev as Fyodor Ivanovich
- Aleksandr Shvorin as Mark
- Svetlana Kharitonova as Irina
- Konstantin Nikitin as Volodya
- Valentin Zubkov as Stepan
- Antonina Bogdanova as Grandmother
- Boris Kokovkin as Tyernov
- Yekaterina Kupriyanova as Anna Mikhajlovna